# سيمون ترافيس
سيمون ترافيس (بالإنجليزية: Simon Travis) (22 مارس 1977 ببرستون في المملكة المتحدة - ) هو لاعب كرة قدم بريطاني في مركز الدفاع. شارك مع منتخب إنجلترا لكرة القدم C ‏. أما مع النوادي، فقد لعب مع ستوكبورت كونتي وستيفيناغ بوروه وفوريست غرين ونادي توركي يونايتد ونادي هيرفورد ونونيتون بورو ‏ وBrackley Town F.C. ‏ ونادي ليمنجتون وSolihull Moors F.C. ‏ ونادي تلفورد يونايتد.

## وصلات خارجية
- سيمون ترافيس على موقع قاعدة بيانات كرة القدم.إي يو (الإنجليزية)
- سيمون ترافيس على موقع Soccerbase.com (لاعب) (الإنجليزية)